# Дреговичи
Дрего́вичи,

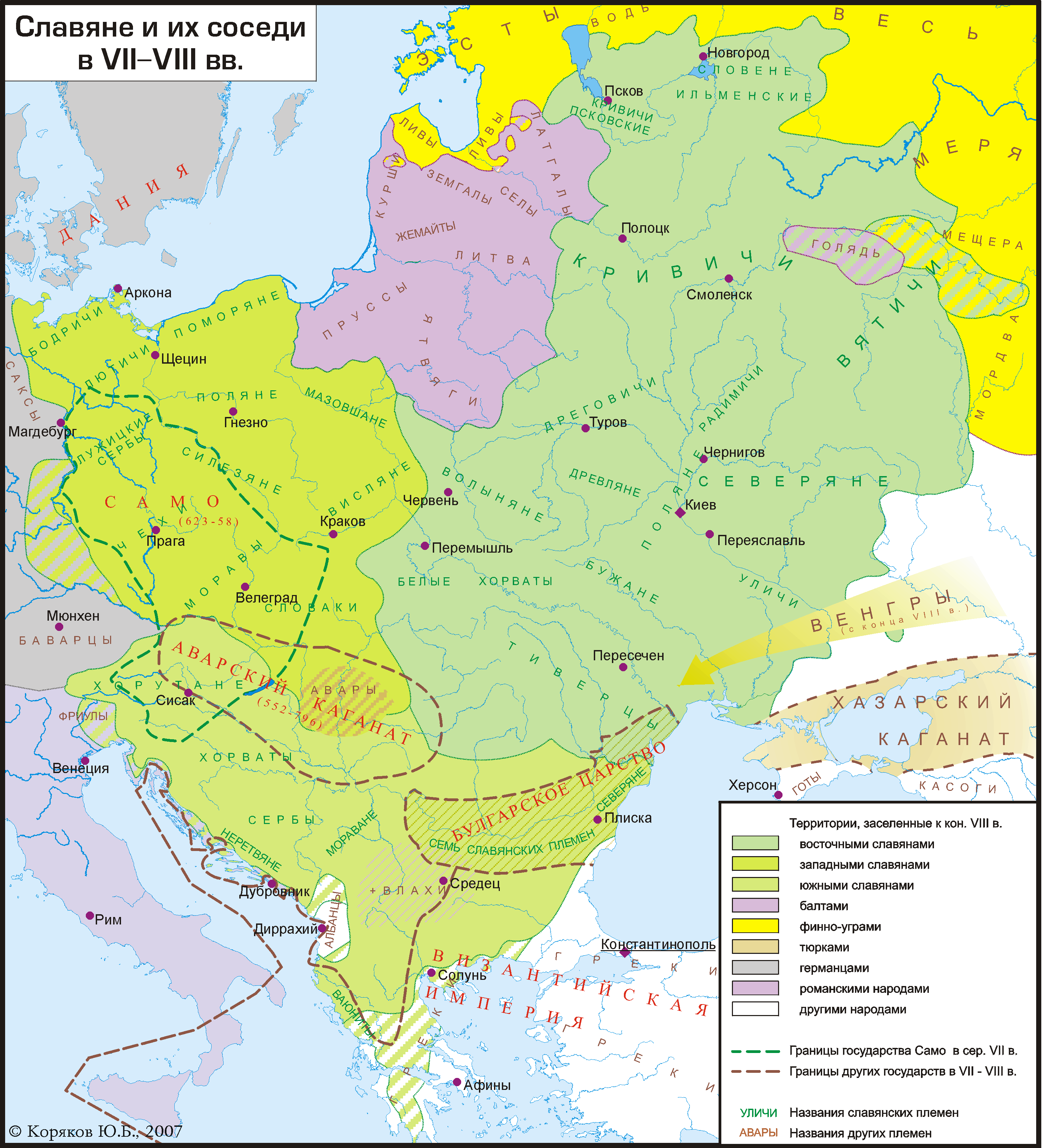
Дреговичи на карте VIII века

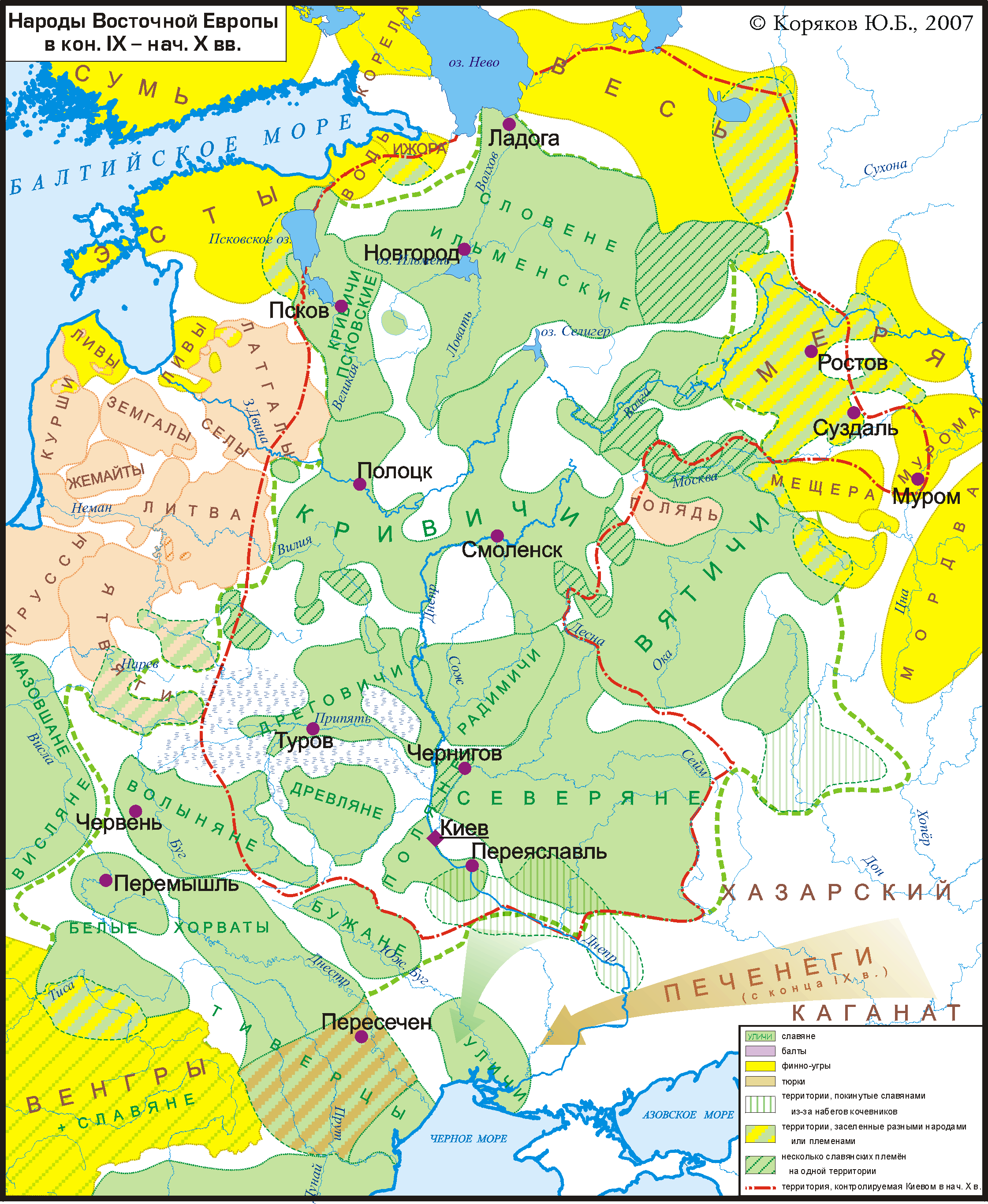
Народы Восточной Европы в конце IX — начале X в.

(др.-рус. и церк.-слав. дрегови́чи) — восточнославянский племенной союз, обитавший в IX-XII веке в районе Гомельской, Брестской, Гродненской, Минской и Могилевской областей современной Беларуси. Восточными соседями дреговичей были радимичи, северо-восточными — кривичи, южными — древляне, северо-западными — ятвяги и литва.

## Этноним
Название племени связано с бел. дрэгва́ «топкая, болотистая местность», дрыгва «трясина», укр. дрягови́на «болото». Эти слова, в свою очередь, связывают с лит. drė́gnas, латыш. drēgns «влажный, мокрый».
О. Н. Трубачёв считал, что балканославянские драговиты связаны с восточнославянскими дреговичами.

## История
При заселении территории Беларуси дреговичи двигались с юга на север (к реке Неман), что указывает на их южное происхождение. Летописи говорят о происхождении дреговичей, наряду с древлянами, полянами (днепровскими) и кривичами (полочанами), от осевших на территории Беларуси племён белых хорватов, сербов и хорутан, пришедших в VI—VII векахСоловьёв С. М..
В. В. Седов объединял волынян, древлян, полян и дреговичей в т. н. «дулебскую группу», которая представляла юго-западную ветвь восточных славян. Аналогичной точки зрения придерживалась И. П. Русанова, Г. Н. Матюшин, а также В. В. Богуславский и Е. И. Куксина. Аналогичным названием у других специалистов было «дулебский племенной союз».
Константин VII Багрянородный упоминает другувитов (греч. δρουγουβίται) как племя, подчинённое Руси. Летопись упоминает только, что дреговичи имели некогда своё княжение. Столицей княжества был город Туров.
Подчинение дреговичей киевским князьям произошло, вероятно, в X веке. На территории дреговичей образовалось впоследствии Туровское княжество, а северо-западные земли вошли в состав княжества Полоцкого.

## Культура

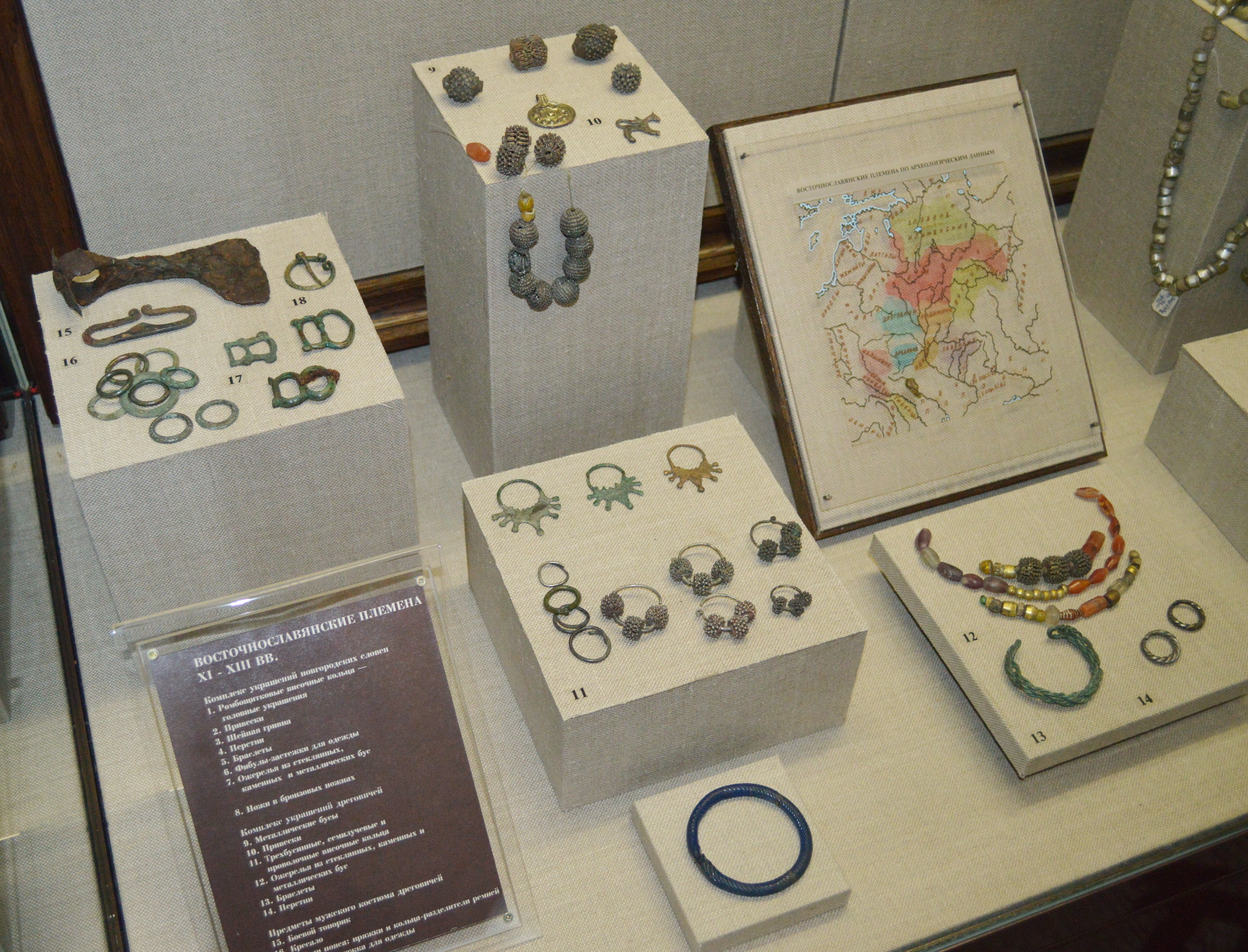
Предметы мужского костюма дреговичей: боевой топорик, кресало, и др; комплекс украшений дреговичей: металлические бусы, привески, трёхбусинные, семилучевые и проволочные височные кольца и др. Государственный исторический музей

Известны археологические памятники дреговичей IX—X веков: остатки земледельческих поселений, курганы с трупосожжениями и небольшие городища. Наиболее типичным этноопределяющим признаком дреговичей являются крупные металлические бусы, покрытые зернью.